# Sojoez TMA-3
Sojoez TMA-3 (Russisch: Союз ТМА-3) was de derde vlucht van het Sojoez TMA ruimteschip. Deze missie moest de bemanning van ISS Expeditie 8 aflossen. De Nederlandse astronaut André Kuipers, die gelanceerd was met de Sojoez TMA-4, keerde met Sojoez TMA-3 terug op Aarde na een verblijf van ruim een week aan boord van het Internationaal ruimtestation ISS.

## Bemanning

#### Gelanceerde en gelande ISS expeditie 8 bemanning
- Aleksandr Kaleri  -  Rusland
- Michael Foale  -  Verenigde Staten

#### Gelanceerd
- Pedro Duque - ESA  Spanje

#### Geland
- André Kuipers - ESA  Nederland

## Missie parameters
- Massa ? kg
- Perigeum: 193 km
- Apogeum: 227 km
- Glooiingshoek: 51.7°
- omlooptijd: 88.6 min

## Gekoppeld aan het ISS
- Gekoppeld aan het ISS: 20 oktober, 2003, 07:16 UTC (aan de Pirs module)
- Afgekoppeld van het ISS: 29 april, 2004, 20:52 UTC (van de Pirs module)

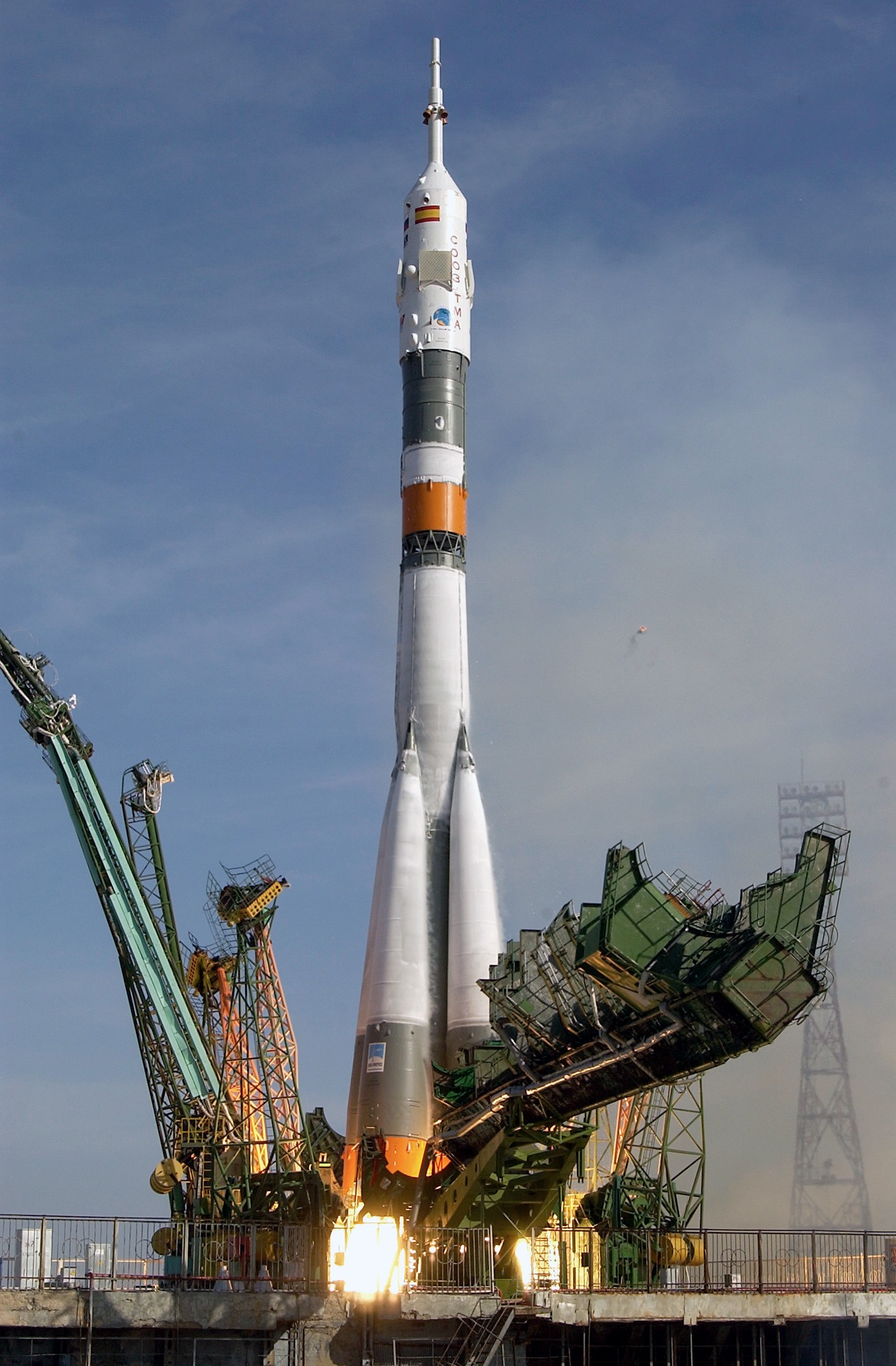
Lancering van de Soyoez TMA-3

TMA-1 · TMA-2 · TMA-3 · TMA-4 · TMA-5 · TMA-6 · TMA-7 · TMA-8 · TMA-9 · TMA-10 · TMA-11 · TMA-12 · TMA-13 · TMA-14 · TMA-15 · TMA-16 · TMA-17 · TMA-18 · TMA-19 · TMA-01M · TMA-20 · TMA-21 · TMA-02M · TMA-22 · TMA-03M · TMA-04M · TMA-05M · TMA-06M · TMA-07M · TMA-08M  · TMA-09M · TMA-10M · TMA-11M · TMA-12M · TMA-13M · TMA-14M · TMA-15M · TMA-16M · TMA-17M · TMA-18M · TMA-19M · TMA-20M